# Luna Blaise
Luna Blaise Boyd, née le 1er octobre 2001 à Los Angeles, en Californie aux États-Unis, est une chanteuse et actrice de cinéma et de télévision américaine.

## Biographie

### Carrière
Luna Blaise apparaît en 2013 dans Memoria, dans lequel elle côtoie notamment James Franco, également producteur du film.
En 2014, elle obtient le rôle de Nicole dans la série télévisée Bienvenue chez les Huang.
En 2018, elle obtient un rôle principal dans la série Manifest dans le rôle d'Olive Stone, la fille d'un homme qui a été porté disparu pendant cinq ans dans un avion alors que ce dernier voyageait entre New York et Montego bay.

## Vie privée
Elle est la fille du réalisateur Paul Boyd (en).

## Filmographie

### Cinéma
- 2008 : Vicious Circle de Paul Boyd : Chloe
- 2013 : Memoria de Vladimir de Fontenay et Nina Ljeti : Nina à 13 ans
- 2018 : Concrete Kids de Lije Sarki : Luna
- 2023 :  Aristote et Dante découvrent les secrets de l'univers de Aitch Alberto : Ileana Tellez
- 2025 : Jurassic World : Renaissance (Jurassic World Rebirth) de Gareth Edwards : Teresa Delgado

### Télévision

#### Séries télévisées
- 2013 : The Breakdown : Loonz
- 2016 - 2018 : Bienvenue chez les Huang (Fresh Off the Boat) : Nicole, la fille de Marvin
- 2018 - 2023 : Manifest : Olive Stone

Clips
- 2016 : Jacob Sartorius - Sweatshirt